# Soběslav II van Bohemen
Soběslav II van Bohemen (1128 - 29 januari 1180) was van 1173 tot 1178 hertog van Bohemen.

## Levensloop
Hij was de tweede zoon van hertog Soběslav I van Bohemen. Na de dood van zijn vader verliet hij Bohemen. 
In 1147 probeerde Soběslav in afwezigheid van zijn neef hertog Wladislaus II van Bohemen die deelnam aan de Tweede Kruistocht de macht in Bohemen te grijpen. In 1148 werden zijn troepen echter verslagen door Děpold I van Jamnitz, de broer van Wladislaus II. Nadat Wladislaus II in 1150 terug was in Bohemen, vluchtte Soběslav naar het hof van Frederik I Barbarossa, waar hij onderdak kreeg. In 1161 probeerde hij opnieuw om de Boheemse troon te bemachtigen door Olomouc te bezetten. Wladislaus slaagde er niet in om Soběslav te verslaan, maar lokte hem naar Praag, waar hij gevangen werd genomen. Vervolgens werd hij opgesloten in het kasteel van Přimda, waar hij tot 1173 verbleef. Dat jaar werd hij op bevel van Frederik Barbarossa vrijgelaten.
In 1172 deed Wladislaus II troonsafstand ten voordele van zijn zoon Frederik. Keizer Frederik Barbarossa weigerde Frederik echter de toestemming te geven om Bohemen te mogen regeren en zette hem in 1173 af. Vervolgens benoemde hij Soběslavs jongere broer Oldřich tot de nieuwe hertog van Bohemen. Omdat de Boheemse adel hem weigerde te steunen, besloot Oldřich om geen hertog van Bohemen te worden ten voordele van Soběslav. 
Als hertog werd Soběslav betrokken bij het conflict tussen de Heilig Roomse keizer en de paus. Nadat hij in 1176 Oostenrijk binnenviel, werd hij door de paus geëxcommuniceerd. Tegelijkertijd werd hij geconfronteerd met tegenstand binnen de Boheemse adel, die werd aangevoerd door de vroegere hertog Frederik en markgraaf Koenraad Otto van Moravië. Ze probeerden om Frederik I Barbarossa te overtuigen om Soběslav terug af te zetten, wat hij in 1178, nadat de relaties tussen de keizer en de paus waren verbeterd, effectief deed. Met de steun van Frederik Barbarossa herstelde de Boheemse adel Frederik als hertog van Bohemen. Toen Frederik naar het hertogdom Zwaben werd geroepen om de officiële toestemming van de keizer te krijgen, beval hij zijn
troepen om de Praagse burcht te veroveren, die nog steeds in handen was van Soběslav. Bij een eerste veldslag in januari 1179 won Soběslav nog en sneuvelden heel wat leden van de Boheemse adel, maar bij een tweede veldslag werd Soběslav vernietigend verslagen.
Vervolgens vluchtte hij naar Polen, waar hij verbleef tot zijn dood in 1180. In 1173 huwde hij met Elisabeth van Polen, de dochter van hertog Mieszko III van Polen. Het huwelijk bleef echter kinderloos.

## Voorouders
| Voorouders van Soběslav II van Bohemen | Voorouders van Soběslav II van Bohemen                                   | Voorouders van Soběslav II van Bohemen                                | Voorouders van Soběslav II van Bohemen                                | Voorouders van Soběslav II van Bohemen                                |
| -------------------------------------- | ------------------------------------------------------------------------ | --------------------------------------------------------------------- | --------------------------------------------------------------------- | --------------------------------------------------------------------- |
| Overgrootouders                        | Břetislav I van Bohemen (1002-1055) ∞ Judith van Schweinfurt (1003-1058) | Casimir I van Polen (1016-1058) ∞ Dobrognewa van Kiev (1012-1087)     | Géza I van Hongarije (1044-1077) ∞ Synadene van Byzantium(1050-1077)  | Svjatopolk II (1050–1113) ∞ ? (-)                                     |
| Grootouders                            | Vratislav II van Bohemen (1035-1092) ∞ Swatawa van Polen (1048-1126)     | Vratislav II van Bohemen (1035-1092) ∞ Swatawa van Polen (1048-1126)  | Álmos van Hongarije (1068-1127) ∞ Predslava van Kiev (1012-1087)      | Álmos van Hongarije (1068-1127) ∞ Predslava van Kiev (1012-1087)      |
| Ouders                                 | Soběslav I van Bohemen (1075-1140) ∞ Adelheid van Kroatië (1105-1140)    | Soběslav I van Bohemen (1075-1140) ∞ Adelheid van Kroatië (1105-1140) | Soběslav I van Bohemen (1075-1140) ∞ Adelheid van Kroatië (1105-1140) | Soběslav I van Bohemen (1075-1140) ∞ Adelheid van Kroatië (1105-1140) |
| Soběslav II van Bohemen (1128-1180)    |                                                                          |                                                                       |                                                                       |                                                                       |